# Nemzetközi Szláv Csatorna
A Nemzetközi Szláv Csatorna (ukránul: Міжнародний Слов'янський Канал [Mizsnarodnij Szlovjanszkij Kanal]) ukrajnai székhelyű ismeretterjesztő televíziós csatorna. Ukrán, orosz és angol nyelvű műsorokat sugároz. Elsősorban a szláv népek és országok kultúrájával, életével foglalkozik. Az adó magát egyfajta „szláv Discovery Channel”-ként határozza meg. Az adás 2008. szeptember 12-én indult. Az adót Volodimir Olekszandrovics Ivanenko és Valerija Volodimirivna Ivanenko alapította 1994-ben. Kezdetben napi kilenc órában sugárzott az adó másfél éven keresztül. Ez volt a volt Szovjetunió területén indított első műholdas televíziós adás. Az adó 2008-ban indult újra. Igazgatója Valerija Ivanenko (férje, a társalapító Volodimir Ivanenko időközben elhunyt).

## Külső hivatkozások
- A csatorna honlapja
- Marjana Zakuszilo: Vszeszlovjanszkij telekanal, in: TeleKritika, 2008. október 17. (ukránul)
- Az Ukrán Nemzeti Rádió és Televízió Tanács által kiadott sugárzási engedély (ukránul)[halott link]